# Episodi de L'uomo di Singapore
La prima stagione della serie televisiva de L'uomo di Singapore è stata trasmessa in prima visione negli Stati Uniti d'America da CBS tra il 1982 e il 1983.
| nº | Titolo originale                  | Titolo italiano | Prima TV USA      | Prima TV Italia |
| -- | --------------------------------- | --------------- | ----------------- | --------------- |
| 1  | Bring 'Em Back Alive              |                 | 24 settembre 1982 |                 |
| 2  | Seven Keys to Singapore           |                 | 28 settembre 1982 |                 |
| 3  | There's One Born Every Minute     |                 | 5 ottobre 1982    |                 |
| 4  | The Reel World of Frank Buck      |                 | 12 ottobre 1982   |                 |
| 5  | The Pied Piper                    |                 | 19 ottobre 1982   |                 |
| 6  | The Warlord                       |                 | 26 ottobre 1982   |                 |
| 7  | Thirty Hours                      |                 | 16 novembre 1982  |                 |
| 8  | Wilmer Bass and the Serengeti Kid |                 | 23 novembre 1982  |                 |
| 9  | Escape from Kampoon               |                 | 30 novembre 1982  |                 |
| 10 | The Best of Enemies               |                 | 7 dicembre 1982   |                 |
| 11 | To Kill a Princess                |                 | 8 gennaio 1983    |                 |
| 12 | Bones of Contention               |                 | 15 gennaio 1983   |                 |
| 13 | A Switch in Time                  |                 | 22 gennaio 1983   |                 |
| 14 | The Shadow Women of Chung Tai     |                 | 29 gennaio 1983   |                 |
| 15 | The Hostage                       |                 | 12 febbraio 1983  |                 |
| 16 | Dead Run                          |                 | 19 febbraio 1983  |                 |
| 17 | Storm Warning                     |                 | 31 maggio 1983    |                 |